# 許溫凱
許溫凱（芬蘭語：Hyvinkää）是位于芬蘭新地區的一个采用“城市”称号的市鎮，在首都赫爾辛基北方約50公里处。面積336.77平方公里，2023年12月时人口数量为46,901，其中約94%居民的母語是芬蘭語（2017年底数据）。
便利的高速公路和铁路运输使得该市成为大赫尔辛基地区中的郊区通勤中心之一。城市规划中曾经把重点放在娱乐设施方面。
著名的建筑包括许温凯教堂和屈泰耶庄园。芬兰铁路博物馆位于许温凯市内。
许温凯有专注于吊车生产及服务的科尼公司以及世界第三大电梯公司通力。
许温凯市郊有一座高尔夫球场。

## 外部連結
- 许温凯市官方网站 （页面存档备份，存于） （文）
- 芬兰铁路博物馆官方网站 （页面存档备份，存于） （文） （英文） （俄文） （瑞典文）
- Steam Locomotives in Finland Including the Finnish Railway Museum （页面存档备份，存于）
- 许温凯照片 （页面存档备份，存于） （文）